# Pegomya longshanensis
Pegomya longshanensis är en tvåvingeart som beskrevs av Wei 1988. Pegomya longshanensis ingår i släktet Pegomya och familjen blomsterflugor. Inga underarter finns listade i Catalogue of Life.